# Syndactyla roraimae
Syndactyla roraimae е вид птица от семейство Furnariidae.

## Разпространение
Видът е разпространен в Бразилия, Венецуела и Гвиана.